# Ottava rima
Ottava rima, i litteraturen emellanåt kallat för sin franska beteckning ottave rime, ibland även kallat stans, är en femfotad jambisk strof i åtta rader, med en sådan rimflätning att raderna ett, tre och fem rimmar inbördes, rad två, fyra och sex likaså och slutligen rad sju och åtta som bildar ett rimpar, enligt schemat a b a b a b c c eller oftare A b A b A b C C (versalerna anger tvåstaviga, så kallade kvinnliga rim och gemenerna enstaviga, så kallade manliga).
Versmåttets ursprung är osäkert, men det användes i sånger på 1300-talet i Italien. Och Boccaccio gjorde bruk av det i sin dikt Ninfale fiesolano (1344). Det återanvändes senare av epikerna under den italienska renässansen, Luigi Pulci i Morgante, Matteo Maria Boiardo i Orlando  innamorato,  Ludovico Ariosto i Den rasande Roland och Torquato Tasso i Det befriade Jerusalem. I England användes det i synnerhet av romantikerna i början av 1800-talet, till exempel av Lord Byron i de båda dikterna Beppo och Don Juan. Irländaren William Butler Yeats gjorde långt senare bruk av ottava rima i sin berömda dikt Sailing to Byzantium (1928). Nordamerikanen Kenneth Koch använde det i tre av sina långa dikter genom åren, Ko; or, A Season on Earth (1960), The Duplications (1977) och Seasons on Earth (1987). I Sverige har versmåttet använts av  bland andra Esaias Tegnér i hans dikt Mjältsjukan:
Jag stod | på höj- | den av | min lev- | nads bran- | ter

där va- | ttendra- | gen de- | la sig | och gå

med skum- | mig böl- | ja hän | åt skil- | da kan- | ter,

klart var | därupp- | e, där | var skönt | att stå.

Jag såg | åt so- | len och | dess an- | förvan- | ter

som, sen | hon slock- | nat, ski- | na i | det blå,

jag såg | åt jor- | den, hon | var grön | och här | lig

och Gud | var god | och männ- | iskan | var är- | lig